# Les Vertes Années (film, 1946)
Pour les articles homonymes, voir Les Vertes Années.
Pour plus de détails, voir Fiche technique et Distribution.
Les Vertes Années (The Green Years) est un film américain réalisé par Victor Saville et sorti en 1946, d'après le roman éponyme de A. J. Cronin.

## Synopsis
En 1900, Robert Shannon, un jeune orphelin, est recueilli par ses grands-parents écossais. Son arrière-grand-père devient la figure paternelle de l'enfant, l'aide à surmonter les défis de la jeunesse et apaise l'inquiétude que suscite chez l'enfant l'attitude froide et hautaine du grand-père. 
Au fil du temps, Robert est devenu un adolescent intelligent. Certes, il doit subir les inévitables épreuves de la vie, mais l'arrière-grand-père est toujours là pour lui donner un coup de pouce. 
Amoureux d'Alison, son amie d'enfance, Robert s'inscrit à l'école de médecine. Sa carrière semble bien vouloir prendre son essor. Or, la voie du succès est malheureusement semée d'embûches.

## Fiche technique
- Titre : Les Vertes Années
- Titre original : The Green Years
- Réalisation : Victor Saville
- Scénario : Robert Ardrey et Sonya Levien, d'après le roman d'A. J. Cronin
- Production : Leon Gordon
- Société de production : Metro-Goldwyn-Mayer
- Musique : Herbert Stothart
- Photographie : George J. Folsey
- Direction artistique : Cedric Gibbons et Hans Peters
- Montage : Robert Kern
- Pays de production :  États-Unis
- Langue : anglais
- Format : noir et blanc – 35 mm – 1,37:1 – mono (Western Electric Sound System)
- Genre  : drame, comédie
- Durée : 127 minutes
- Dates de sortie : 
  - États-Unis : 4 avril 1946
  - France : 10 septembre 1947

## Distribution
- Charles Coburn : Alexander 'Dandy' Gow
- Tom Drake : Robert Shannon
- Beverly Tyler : Alison Keith
- Hume Cronyn : Papa Leckie
- Gladys Cooper : Grandma Leckie
- Dean Stockwell : Robert Shannon, enfant
- Selena Royle : Mama Leckie
- Jessica Tandy : Kate Leckie
- Richard Haydn : Jason Reid
- Andy Clyde : Saddler Boag
- Norman Lloyd : Adam Leckie
- Robert North : Murdoch Leckie
- Wallace Ford : Jamie Nigg
- Eilene Janssen : Alison Keith, enfant
- Henry H. Daniels, Jr. : Gavin Blair
- Richard Lyon : Gavin Blair, enfant
- Henry O'Neill : Canon Roche
- Henry Stephenson : Blakely
- Norma Varden : Mme Bosomley

Acteurs non crédités :
- Yvette Dugay : Une enfant
- Lumsden Hare : L'avocat McKellar

## Distinctions
- Nominations pour les Oscars du cinéma (1947) :
  - Oscar du meilleur acteur dans un second rôle : Charles Coburn
  - Oscar de la meilleure photographie : George J. Folsey